# Danilo Ihorovics Ihnatenko
Danilo Ihorovics Ihnatenko (ukránul: Данило Ігорович Ігнатенко; Zaporizzsja, 1997. március 3. –) ukrán válogatott labdarúgó, a Girondins Bordeaux játékosa.

## Pályafutása

### Klubcsapatokban
2009 és 2014 között a Metalurh Zaporizzsja korosztályos csapataiban nevelkedett. 2015. május 30-án mutatkozott be az első csapatban a Dinamo Kijiv elleni bajnoki mérkőzésen, a 62. percben váltotta a sérült Ruszlan Platót. November 29-én első bajnoki gólját szerezte meg a Voliny Luck ellen. 2016 januárjában szerződtette a Sahtar Doneck, amelynél elsősorban az ifjúsági csapatnál számítottak rá. 2018 januárjában kölcsönbe került a Mariupol együtteséhez. 2019. június 22-én hivatalosan is bejelentették, hogy a magyar bajnok Ferencvárosi TC csapatánál folytatja kölcsönben. A 2019-2020-as bajnokság őszi felében 13 bajnokin lépett pályára a csapatban, összesen 26 tétmérkőzésen kapott szerepet a zöld-fehér csapatban. 2020 januárjában visszatért a Sahtarhoz. Február 9-én kölcsönbe került a Mariupol csapatához. 2020 októberében a Dnyipro-1 csapatához került kölcsönbe. 2022. január 30-án a francia Girondins Bordeaux kölcsönjátékosa lett. Nyáron végleg szerződtették.

### A válogatottban
2016. november 11-én mutatkozott be a fehérorosz U21-es labdarúgó-válogatott ellen az ukrán U21-es labdarúgó-válogatottban, a második játékrész elején Jurij Vakulko cseréjeként. 2022. január 8-án mutatkozott be a felnőtt válogatottban Írország ellen.

#### Mérkőzései az ukrán válogatottban
megjegyzés Az eredmények az ukrán válogatott szemszögéből értendők.
| #  | Dátum                | Ellenfél     | Eredmény | Kiírás          | Esemény |
| -- | -------------------- | ------------ | -------- | --------------- | ------- |
| 1. | 2022. június 8.      | Írország     | 1 – 0    | Nemzetek Ligája | 88'     |
| 2. | 2022. június 11.     | Örményország | 3 – 0    | Nemzetek Ligája | 85'     |
| 3. | 2022. szeptember 21. | Skócia       | 0 – 3    | Nemzetek Ligája | 84'     |
| 4. | 2022. szeptember 24. | Örményország | 5 – 0    | Nemzetek Ligája | 81'     |
| 5. | 2022. szeptember 27. | Skócia       | 0 – 0    | Nemzetek Ligája | 27'     |

## Sikerei, díjai
Ferencvárosi TC
- Magyar bajnok: 2019–2020[16]